# Middletown (Delaware)
Middletown je čtvrté největší město v americkém státě Delaware. Dle sčítání lidu v roce 2010 mělo město 18 710 obyvatel. Město se rozkládá na ploše 30,1 km². V současné době je nejrychleji se rozrůstajícím městem v Delaware. Mezi lety 2000 a 2010 se populace města rozrostla o 206,3%.
V místní škole a divadle se natáčel film Společnost mrtvých básníků, ve kterém hrál Robin Williams.